# Musikhuset i Helsingfors

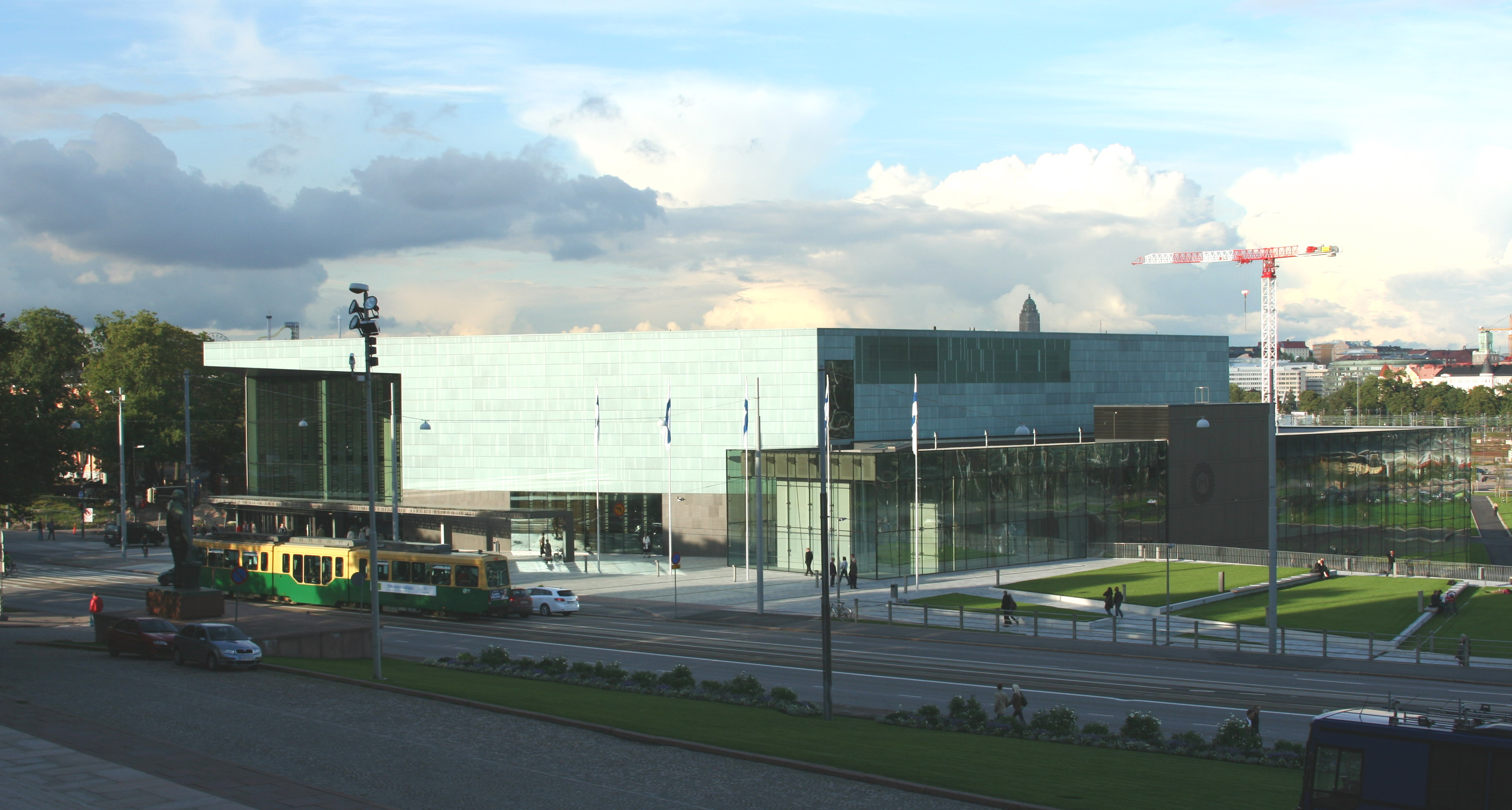
Musikhuset sett västerifrån, 2011.

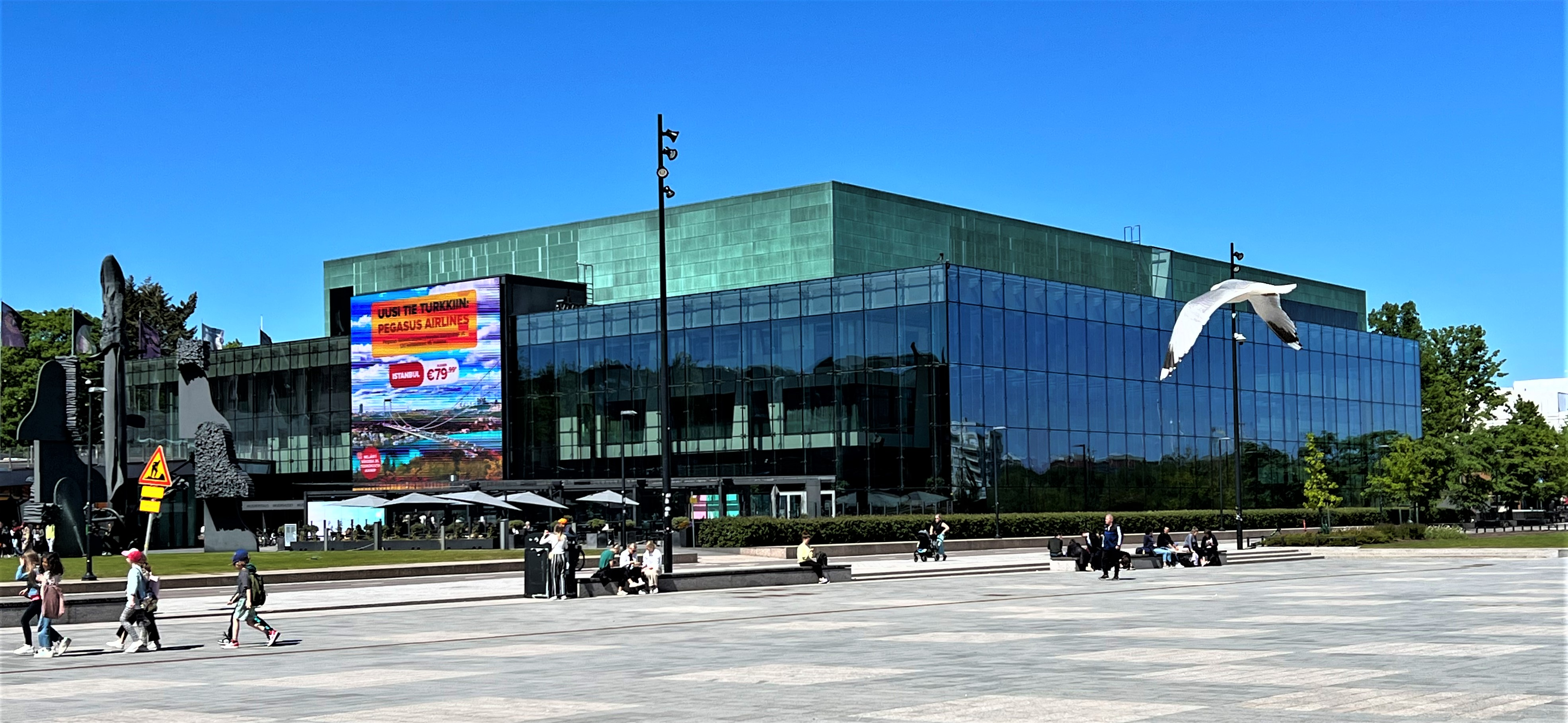
Musikhuset från sydost, 2022.

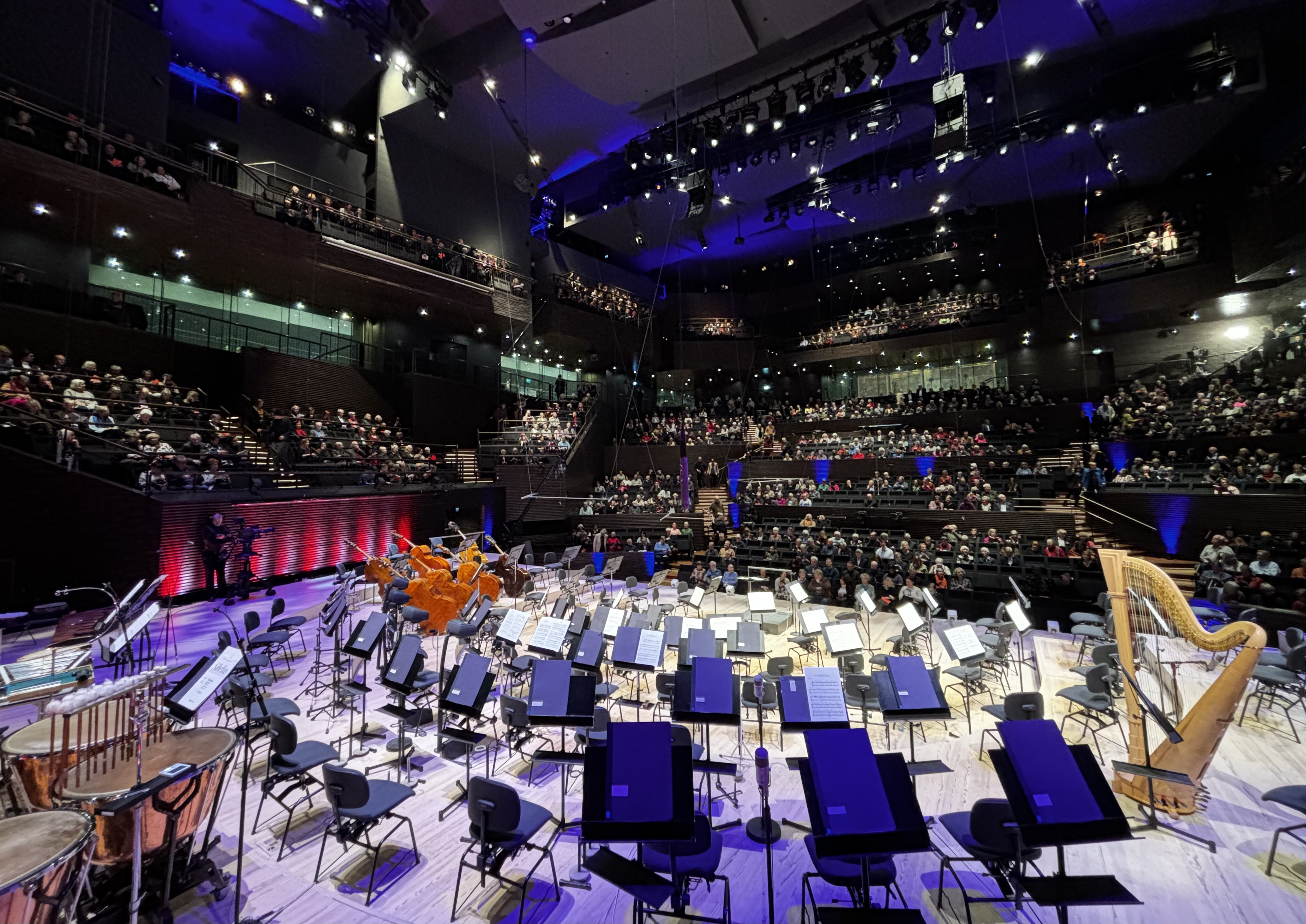
Konsertsalen.

Musikhuset i Helsingfors (finska: Helsingin musiikkitalo) ligger vid Tölöviken i Helsingfors. Huvudfinansiärer för huset är Helsingfors stad, Rundradion och Senatfastigheter. 
Det 30 700 m² stora Musikhuset är ritat av Marko Kivistö, Ola Laiho och Mikko Pulkkinen på den Åbobaserade arkitektbyrån LPR-Arkkitehdit. Konsertsalen rymmer 1650 åhörare och är i vingårdsform, det vill säga med orkesterscenen i mitten. Det finns också ett musikbibliotek, en restaurang samt undervisningsutrymmen. Verksamma i Musikhuset är Sibelius-akademin, Helsingfors stadsorkester och finländska Radions symfoniorkester.
Musikhuset invigdes den 31 augusti 2011.